# كرم بولوت
 كرم بولوت  (بالتركية: Kerem Bulut)‏ هو لاعب كرة قدم أسترالي من أصول تركية يلعب في مركز المهاجم لصالح نادي ملادا بوليسلاف التشيكي.
بولوت من مواليد 2 مارس 1992 بمدينة سيدني. حصل على المركز الثاني مع منتخب أستراليا تحت 20 سنة في بطولة كأس آسيا للشباب 2010 التي حصل (بولوت) على لقب هدافها برصيد 7 أهداف.
يعتبر بولوت أحد المواهب الشابة التي يتوقع لها المحللون مستقبل متميز في كرة القدم.
ألقي القبض على بولوت في 17 نوفمبر 2010 وقدم للمحاكمة في اليوم التالي على مجموعة من التهم منها إصابة بقصد التسبب في ضرر جسدي خطير والمشاركة في عملية سرقة والانخراط في جماعة إجرامية ومساعدة النشاط الإجرامي بالشجار والترهيب . وجهت هذه التهم لبولوت إلى جانب ثلاثة رجال آخرين وصبي.
مُنح بولوت كفالة مشروطة وتستكمل محاكمته في 24 يناير 2011.
أستلم بولوت جواز سفره بعد جلسة محاكمة في 7 أبريل 2011 ليتسنى له المشاركة مع ناديه بالدوري التشيكي.